# 도라 브라이언
도라 브라이언(Dora Bryan, OBE, 1923년 2월 27일 ~ 2014년 7월 23일)은 잉글랜드의 배우이다.

## 서훈
- 1996년 대영 제국 훈장 4등급(OBE) 수훈[1]